# Alexis Canelo
Alexis Pedro Canelo (San Miguel de Tucumán, 3 febbraio 1992) è un calciatore argentino, attaccante del Lanús.

## Carriera
Ha giocato nella massima serie dei campionati argentino e messicano.